# Ballaké Sissoko

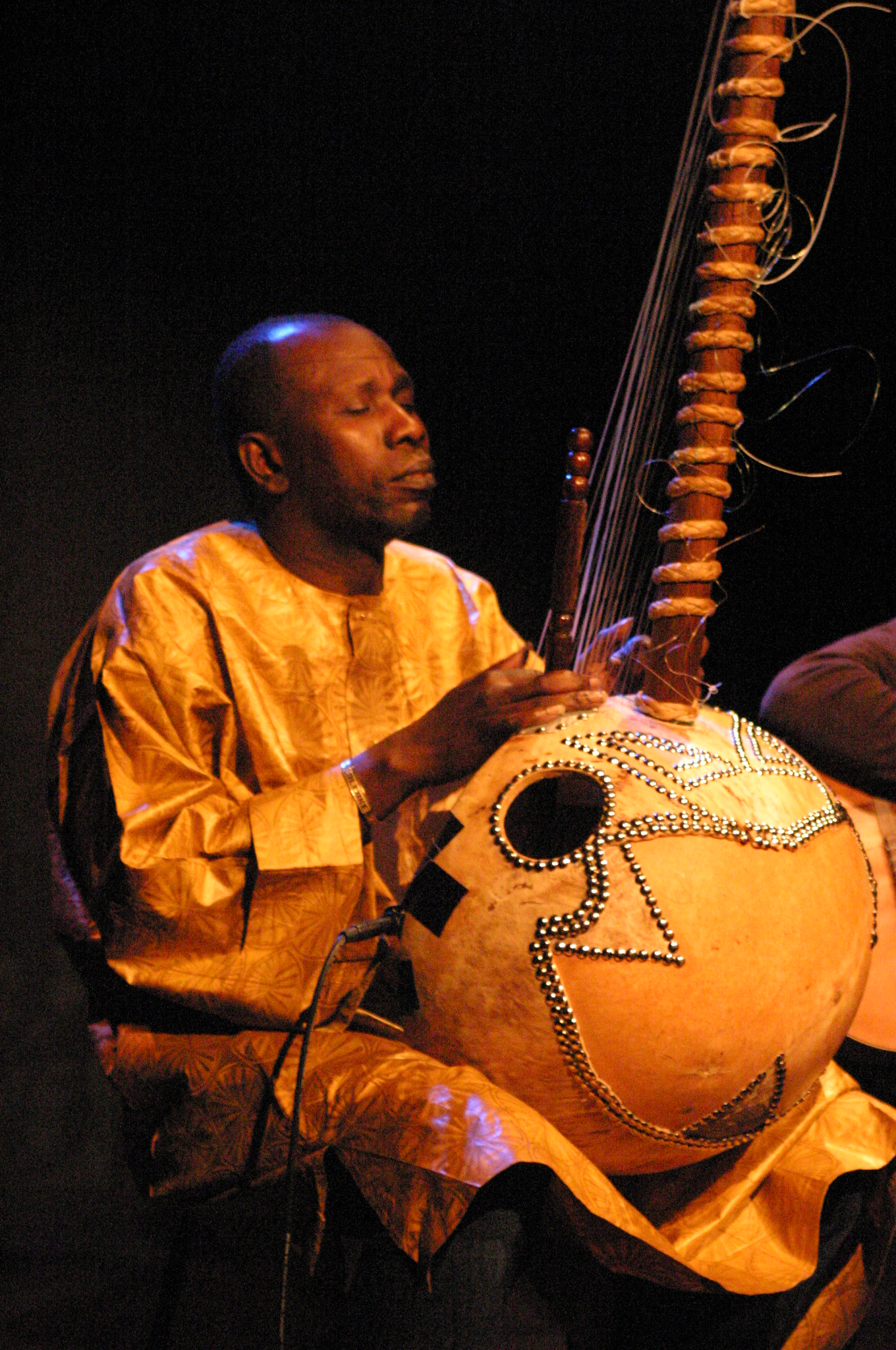
Ballaké Sissoko (2009)

Ballaké Sissoko (* 1967 in Bamako) ist ein malischer Koraspieler, der sowohl in der Weltmusik als auch im Jazz hervorgetreten ist.
Sissoko ist der Sohn von Jeli Madi Sissoko, der mit der LP Ancient Strings einen Welterfolg hatte. Die CD New Ancient Strings des Sohnes konnte diesen Erfolg wiederholen.
Er gilt zusammen mit Toumani Diabaté als einer der derzeit herausragenden Koraspieler Afrikas. Er lebt in Bamako in Mali (Westafrika) und Frankreich.

## Diskografie
- Kora Music from Mali (1997)
- Toumani Diabate/Ballaké Sissoko: New Ancient Strings (Hannibal/Indigo 1999)
- Déli (Label Bleu 2000)
- Ludovico Einaudi/Ballaké Sissoko: Diario Mali (Ponderosa 2003)
- Tomara (Label Bleu/Indigo 2005)
- Ballaké Sissoko/Vincent Ségal: Chamber Music (NOF 2009)
- At Peace (2013)
- Ballaké Sissoko/Vincent Ségal: Musique de nuit (NOF 2015)
- 3 MA (Rajery, Ballaké Sissoko & El Maloumi): Anarouz (Mad Minute Music 2017)
- Ballaké & Baba Sissoko: Sissoko & Sissoko (Home 2019)
- Sissoko, Segal, Parisien, Peirani: Les Égarés (ACT 2023)[1]
- Nicole Mitchell & Ballaké Sissoko: Bamako*Chicago Sound System (FPE Records 2024)[2]